# Ngựa Yonaguni
Ngựa Yonaguni (tiếng Nhật: 与那国馬/Yonaguni uma) là một giống ngựa thuộc dòng ngựa giống nhỏ có nguồn gốc từ Nhật Bản, giống ngựa này có nguồn gốc từ đảo Yonaguni, ở quần đảo Yaeyama ở phía tây nam Nhật Bản, gần đảo Đài Loan. Đây là một trong tám giống ngựa có nguồn gốc từ Nhật Bản, chúng được xem là những giống ngựa ngày càng hiếm hoi. 

## Tình trạng
Về hiện trang, giống ngựa này bị đe dọa nghiêm trọng. Vào năm 1968 ghi nhận có 210 con ngựa Yonaguni. Đến đầu những năm 1980, con số đã giảm xuống còn hơn 50 cá thể, số lượng cá thể ngựa sau đó được phục hồi ở một mức độ chút ít:94, với khoảng 85 đầu ngựa được ghi nhận vào năm 2008. Tình trạng bảo tồn của giống được tổ chức Nông Lương thế giới FAO liệt kê là "quan trọng" vào năm 2007:71. 

## Đặc điểm
Năm 2003, phân tích di truyền bằng phương pháp sử dụng dữ liệu microsatellite tìm thấy trên giống ngựa Yonaguni liên quan chặt chẽ hơn cả về hệ gien đến các giống ngựa sinh sống ở các đảo nhỏ như ngựa Miyako và ngựa Tokara, hệ gen giống ngựa này ít liên quan chặt chẽ đến các giống ngựa Mông Cổ hơn là giống ngựa Dosanko và ngựa Kiso của các hòn đảo chính của Nhật Bản:378. Giống như các giống đảo khác của Nhật Bản, ngựa Yonaguni có thể vóc nhỏ nhắn với chiều cao trung bình đến vai là 116–120 cm (11.2–11.3 h). 